# 米勒斯冰原島峰
70°55′S 160°6′E / 70.917°S 160.100°E
米勒斯冰原島峰（英語：Milles Nunatak），是南極洲的冰原島峰，位於維多利亞地的彭內爾海岸，處於豪厄爾峰東北面6公里，屬於丹尼爾斯山脈的一部分，海拔高度1,600米，現時由南極條約體系管理。